# Челябинский рабочий
«Челя́бинский рабо́чий» — общественно-политическая газета, издаваемая в Челябинске с апреля 1908 года. С 2013 года выходила еженедельно по четвергам. С 2019 года выходит ежемесячно в печатном виде и в форме информационного медиапортала.
В 1991 в ходе первых альтернативных выборов коллектив газеты избрал главным редактором Бориса Киршина. В этом же году в редакции было образовано рекламное агентство, обеспечившее газете материальную независимость от властных и коммерческих структур. С созданием ЗАО «ЧР-Менеджер» Борис Киршин стал его генеральным директором, оставаясь главным редактором «Челябинского рабочего».

## История
Датой первого выхода принято считать апрель 1908, когда в подпольной типографии был отпечатан предшественник «ЧР» — газета Челябинского комитета РСДРП «Голос рабочего» (в годы революции — орган Челябинского комитета партии и Совета рабочих и солдатских депутатов). В 1917—1918 выходила под названием «Известия». В состав редколлегии входили большевики В. Блюхер и Е. Васенко.
В 1919, после взятия Челябинска частями Красной Армии, вышел 1-й номер «Степной коммуны», переименованной вскоре в «Советскую правду». Со 2 февраля 1926 газета носит нынешнее название. С 1934 года была органом Челябинского Обкома партии и Областного совета.
В 1920-е годы газета «Советская Сибирь» распространялась на части территории Урала и Сибири.
С подачи органов власти, «Челябинский рабочий» активно освещал все события того времени, в том числе и сталинские репрессии. Так, в 1936 г., во время кампании по дискредитации ставленников С. Орджоникидзе, газетой были опубликованы «разоблачения» директоров Кыштымского электролитного завода и завода «Магнезит» Курчавого и Табакова, которые обвинялись в излишней лояльности к «агентам троцкизма». В том же году издание упрекало в излишнем либерализме директора местного пединститута Зеленского.
Работники газеты также испытали на себе дух эпохи. Один из редакторов был уволен, так как в результате опечатки партийное руководство было названо «куроводством». В 1951 г. на фотографии Кремля по техническим причинам вместо красной звезды на Спасской башне был изображён крестик, напоминавший свастику. Это вызвало расследование, по итогам которого один сотрудник был уволен, ответственный редактор и начальник обллита получили выговоры.
В 1957 г. на страницах «Челябинского рабочего» началась дискуссия об организации местного совнархоза. В 1970-х годах тираж газеты превышал 100 000 экземпляров.
В годы перестройки возросло количество материалов, написанных интеллигентами. Тем не менее, газета иногда уступала «Вечернему Челябинску» в полноте освещения образовательной реформы.
В 1990-е годы издание становится независимым. Оно добилось финансовой устойчивости и являлось одной из немногих региональных газет, критиковавших местные власти, что привело к судебному процессу. Общественный интерес вызывали публикации о чеченском конфликте, выборах губернатора, распре между акционерами Карабашского медеплавильного комбината.
«Челябинский рабочий» распространяется на территории Челябинска и области. Тираж — 23 тысячи экземпляров.
В 2008 году «Челябинский рабочий» запустил свой официальный сайт — «Медиазавод», с 2015 — обновлённый сайт с архивом газеты и доской бесплатных объявлений «Тумба».
Газета временно прекращала свой выход 1 июля 2016 года и была выставлена на торги, которые были завершены в июне 2018 года. В результате конкурсных процедур издательство газеты в июне 2018 года возглавил Середонин Василий Васильевич, а газета продолжила свой выход.
В октябре 2019 года решением Учёного Совета факультета журналистики Челябинского государственного университета по согласованию с собственником СМИ на должность главного редактора газеты был назначен Сафонов Андрей Владимирович, бывший обозреватель "Челябинского рабочего", а руководить издательством газеты продолжил Середонин Василий Васильевич.

## Известные журналисты
- Фонотов, Михаил Саввич (р. 1937)[13]
- Богуславский, Михаил Борисович (р. 1952)